# František Bílek
František Bílek, född 6 november 1872, död 13 oktober 1941, var en tjeckisk skulptör.
Bílek ägande sig först åt måleri men övergick på grund av färgblindhet till grafik och skulptur och nådde snart stort anseende för sina mystiskt-religiösa arbeten i trä. Berömd är hans staty av Amos Comenius i Prag.